# Rabka-Zdrój
Rabka-Zdrój (udtale [ˈrapka ˈzdrui̯], på dialekten goral: Robka, på dagligsprog: Rabka) er en kurby i det sydøstlige Polen. Den ligger i voivodskabet Lillepolen (Województwo małopolskie) og har 12.468(2021) indbyggere, og et areal på 36,59 km². Den er administrationsby i powiat (amt) Nowotarski. Den ligger mellem Kraków og Zakopane i en dal på de nordlige skråninger af Gorcebjergene, hvor floderne Poniczanka og Słonka slutter sig til floden Raba. Der er en betydelig befolkning af Goraler i byen.
Rabka var altid kendt for sine saltværker og blev fra 1864 en populær kurby. Det første behandlingssted for børn blev etableret et par år senere og fortsætter den dag i dag. Hydroterapi bliver fortsat brugt på lokale hospitaler og sanatorier.

## Galleri
- Park i Rabka-Zdrój
- Statue af Sankt Nicholas, skytshelgen for Rabka
- Træhus i Rabka